# Patinação artística nos Jogos Asiáticos de Inverno de 1986
As competições de patinação artística nos Jogos Asiáticos de Inverno de 1986 foram disputadas em Sapporo, no Japão em 1986. 

## Medalhistas
| Evento               | Ouro                                      | Prata                              | Bronze                              | Ref.  |
| -------------------- | ----------------------------------------- | ---------------------------------- | ----------------------------------- | ----- |
| Individual masculino | Makoto Kano · Japão                       | Zhang Shubin · China               | Xu Zhaoxiao · China                 | [ 1 ] |
| Individual feminino  | Juri Ozawa · Japão                        | Masako Kato · Japão                | Fu Caishu · China                   | [ 1 ] |
| Duplas               | Nam Hye-yong · Kim Hyok · Coreia do Norte | Sun Jihong · Fan Jun · China       | Sun Dan · Shang Zhenyuan · China    | [ 1 ] |
| Dança no gelo        | Liu Luyang · Zhao Xiaolei · China         | Junko Ito · Hiroaki Tokita · Japão | Kaoru Takino · Kenji Takino · Japão | [ 1 ] |

## Quadro de medalhas
| Ordem | País            | Medalha de ouro | Medalha de prata | Medalha de bronze |    |
| ----- | --------------- | --------------- | ---------------- | ----------------- | -- |
| 1     | Japão           | 2               | 2                | 1                 | 5  |
| 2     | China           | 1               | 2                | 3                 | 2  |
| 3     | Coreia do Norte | 1               |                  |                   | 1  |
| TOTAL | TOTAL           | 4               | 4                | 4                 | 12 |